# Óttarr Proppé
 Óttarr Olaf Proppé (født 7. november 1968) er en islandsk musiker, skuespiller, der er tidligere medlem af byrådet i Reykjavík for Det Bedste Parti 2010-14, og har været medlem af Altinget for partiet Lys Fremtid siden valget i 2013. Han blev valgt til formand for Lys Fremtid i efteråret 2015.

## Musiker og skuespiller
Proppé var medlem af bandet HAM 1988-94, og samtidig forsanger i Dr. Spock. Han har medvirket i flere film, heriblandt Sódóma Reykjavík fra 1992 og Angels of the Universe fra 2000.